# Gliese 581 e

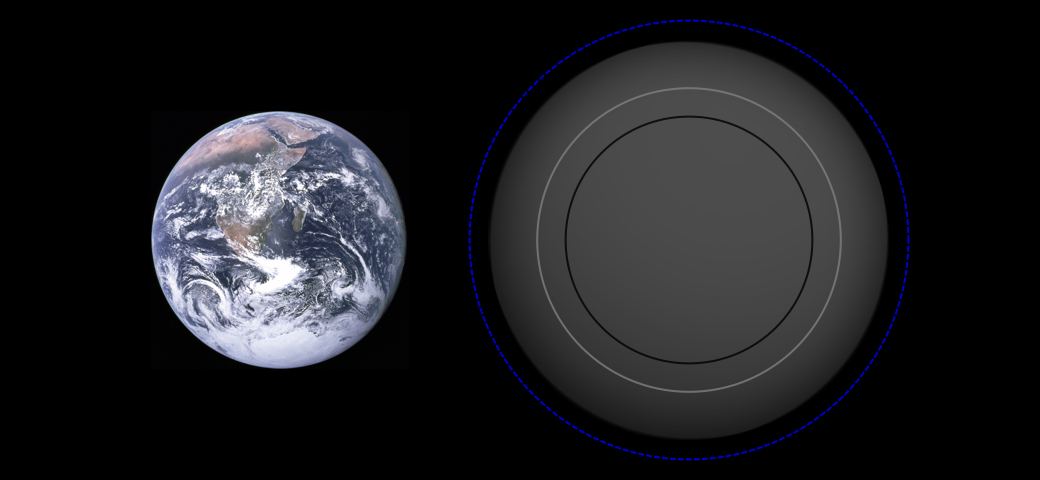
Comparaţie cu Pământul

Gliese 581 e sau Gl 581 e este o planetă extrasolară care se rotește în jurul stelei Gliese 581 din constelația Balanța, aflată la 20 a-l de planeta noastră. Până în prezent, este a patra planetă din cele șase descoperite în acest sistem. Gliese 581 b este prima planetă de la stea, în jurul căreia se rotește în 3,15 zile.
Planeta a fost descoperită la Observatorul din Geneva de o echipă condusă de Michel Mayor cu ajutorul instrumentului HARPS. Descoperirea a fost anunțată pe 21 aprilie 2009. Masa sa este de cca. 1,9 ori mai mare decât masa terestră și este cea mai apropiată planetă de Pământ ca mărime din jurul unei stele de pe secvența principală.